# Haplophragmium
Haplophragmium es un género de foraminífero bentónico de la familia Haplophragmiidae, de la superfamilia Haplophragmioidea, del suborden Loftusiina y del orden Loftusiida. Su especie tipo es Spirolina aequalis. Su rango cronoestratigráfico abarca desde el Jurásico medio hasta el Hauteriviense (Cretácico superior).

## Discusión
Clasificaciones previas incluían Haplophragmiumen el suborden Textulariina del orden Textulariida o en el orden Lituolida.

## Clasificación
Se han descrito numerosas especies de Haplophragmium. Entre las especies más interesantes o más conocidas destacan:
- Haplophragmium aequalis †
- Haplophragmium subturbinatum †
- Haplophragmium sphaeroidiniformae †
- Haplophragmium crassimargo †
- Haplophragmium runianum †

Un listado completo de las especies descritas en el género Haplophragmium puede verse en el siguiente anexo.
En Haplophragmium se ha considerado el siguiente subgénero:
- Haplophragmium (Reussina), también considerado como género Reussina y aceptado como Ammoglobigerina